# رویین‌تن میستری
رویین‌تن میستری (به انگلیسی: Rohinton Mistry) (زادهٔ ۳ ژوئیه ۱۹۵۲)نویسندهٔ کانادایی و دارای اصالت پارسی هندوستانی است. او مدرک کارشناسی اش را در رشتهٔ ریاضیات و اقتصاد از کالج سنت خاویر در شهر بمبئی دریافت کرد. رویین‌تن در سال ۱۹۷۵ به همراه نامزدش، فرنی الاویا، به کانادا مهاجرت و پس از مدت کوتاهی ازدواج کردند. میستری در دانشگاه تورنتو مشغول به تحصیل شد و مدرک کارشناسی دیگری در رشته‌های زبان انگلیسی و فلسفه دریافت کرد و مدتی قبل از ورود به حرفهٔ نویسندگی، در بانک مشغول به کار بود.